# Dorcadion ladikanum
Dorcadion ladikanum là một loài bọ cánh cứng trong họ Cerambycidae.